# Гонди (язык)
Гонди — язык гондов. Распространён в Центральной Индии (штаты Махараштра, Мадхья-Прадеш, Чхаттисгарх, Андхра-Прадеш, Орисса). Число говорящих около 2,8 млн. чел. (оценка, 2005).
Гонди — один из дравидийских языков. Его диалектное членение изучено недостаточно. Фонологически противостоят северо-западная (бетульский, чхиндварский, мандла, еотмальский, адилабадский) и юго-восточная (мариа, муриа, чханда, койя) группы диалектов.

## Фонетика
Особенностями системы консонантизма являются возникшее вероятнее всего под влиянием индоарийских языков противопоставление смычных и аффрикат по звонкости — глухости и придыхательности — непридыхательности, а также наличие сибилянта s, фарингального h и гортанной смычки; в некоторых диалектах — развитие глоттализованных смычных и гуттуральных щелевых; отсутствие ограничений на сочетания гласных; появление ретрофлексных и сонантов в инициальной позиции.

## Морфология
Для морфологии характерны (в единственном и множественном числах) 2 рода — «мужской» и «немужской» (при сохранении в ряде диалектов особой формы множественного числа для лиц женского пола), единая падежная форма для обозначения прямого и косвенного объекта (дательно-винительный падеж), отсутствие в некоторых говорах инклюзивного местоимения, синтетические формы сослагательного наклонения.

## Синтаксис
В синтаксисе структура сочинительных синтагм, образующихся с помощью заимствованных союзов (а не особых частиц, как в других дравидийских языках) и некоторые типы сложноподчинённых предложений (с придаточными дополнительными, времени и др.) отражают влияние индоарийских языков.

## Письменность
Язык бесписьменный. Спорадически используется письмо деванагари и телугу.

## Диалекты
Делится на пять группы диалектов:
- Северный гонди: крайне-северный, северо-западный, сеонийский, мандла-балагхатское, амравати-вардха-нагпурский
- Южный гонди: чандрапурский, йотмальский, адилабадский,
- Юго-восточный гонди: чотта-мариа, бхамани-мариа, джараванди, дальнезападный муриа, раджнандгаонский
- Южно-чхаттисгархский гонди: муриа, бисон-хорн-мариа
- Койя: дорла[2]